# Portes-lès-Valence
Portes-lès-Valence je naselje in občina v jugovzhodnem francoskem departmaju Drôme regije Rona-Alpe. Leta 2007 je naselje imelo 9.304 prebivalce.

## Geografija
Kraj leži v pokrajini Daufineji ob reki Roni, 6 km južno od središča Valence.

## Uprava
Portes-lès-Valence je sedež istoimenskega kantona, v katerega so poleg njegove vključene še občine Beaumont-lès-Valence, Beauvallon, Étoile-sur-Rhône in Montéléger z 20.847 prebivalci.
Kanton Portes-lès-Valence je sestavni del okrožja Valence.

## Pobratena mesta
- Baronissi (Kampanija, Italija).